# Travelling light
Travelling light is een livealbum van AirSculpture. Het bevat de registratie van een concert dat de band gaf tijdens een E-Day-concert in Oirschot, Theater de Enk. Het concert werd georganiseerd door Groove Unlimited, een platenlabel dat gespecialiseerd is in elektronische muziek. Het genre dat AirSculpure beoefend is de Elektronische muziek uit de Berlijnse School. Het album verscheen in 2018, toen de band al een aantal jaren niet meer actief was. Men treedt nog wel eens op in wisselende samenstellingen.

## Musici
- Adrian Beasley, John Christian, Peter Ruczynski – synthesizers, elektronica

## Muziek
| Nr. | Titel                        | Duur  |
| --- | ---------------------------- | ----- |
| 1.  | Travelling light             | 59:32 |
| 2.  | Convoi exceptionel (toegift) | 13:10 |